# 84
84 ou 84 d.C. foi um ano bissexto da Era de Cristo, no século I que teve início a uma quinta-feira e terminou a uma sexta-feira, de acordo com o Calendário Juliano. as suas letras dominicais foram D e C. Segundo o horóscopo chinês, foi o ano do Macaco.
| Ano completo                           |
| -------------------------------------- |
| Ano bissexto com início à quinta-feira |

## Mortes
- São Lucas — autor do Evangelho de São Lucas e dos Atos dos Apóstolos